# Mooresville (Carolina del Nord)
Mooresville è una città degli Stati Uniti d'America, situata nella Contea di Iredell nello Stato della Carolina del Nord.